# Paula Hartmann

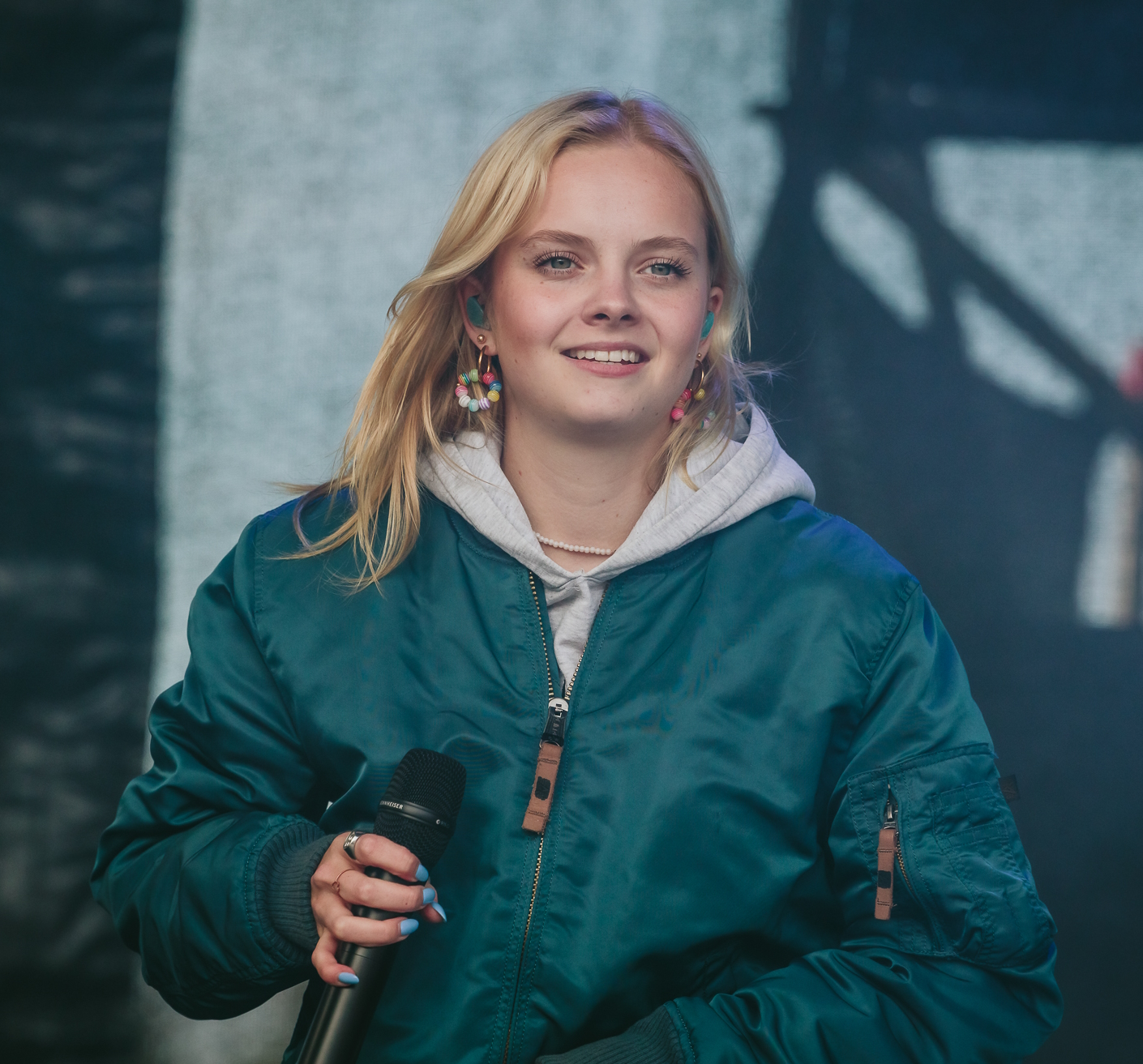
Paula Hartmann (2022)

Paula Hartmann (* 2. Mai 2001 in Berlin) ist eine deutsche Schauspielerin und Sängerin.

## Leben und Karriere
Hartmann wuchs in Berlin als Tochter einer Bankangestellten und eines Arztes auf. Ihre Mutter Ilka Hartmann ist Managing Director bei der British Chamber of Commerce in Germany. Sie besuchte das private Schiller-Gymnasium in Potsdam, wo sie 2019 das Abitur mit einem Schnitt von 0,9 ablegte. Anschließend nahm sie ein Jurastudium an der Bucerius Law School in Hamburg auf, das sie im Mai 2025 mit dem Bachelor of Laws abschloss.

### Schauspiel
Durch einen Nachbarsjungen, der eine Statistenrolle in der Serie Berlin, Berlin spielte, entstand bei ihr der Wunsch, ebenfalls als Schauspielerin zu arbeiten. Ihre erste Fernsehfilmrolle spielte sie 2007 in Der Mustervater 2. Dem Kinodebüt in Alle anderen folgte eine Rolle in Die Gräfin von und mit Julie Delpy. Sie war auch in den Serien Familie Dr. Kleist und Tierärztin Dr. Mertens zu sehen. Seit 2010 moderiert sie die Verleihungen des Märchenkultur-Preises Goldene Erbse. Dabei übernahm sie auch schwierige Rollen, wie die des missbrauchten Mädchens Laura in Einfach die Wahrheit. Im Film Der Nanny spielte sie die Tochter von Clemens (Matthias Schweighöfer), der den titelgebenden Kinderbetreuer für seine beiden Kinder anstellt.

### Musik
In Zusammenarbeit mit dem Produzenten Biztram veröffentlichte sie als Sängerin die Songs Nie verliebt  und Truman Show Boot. Der Songtitel von Truman Show Boot bezieht sich auf den Spielfilm Die Truman Show mit Schauspieler Jim Carrey von 1998. Im Jahr 2021 unterschrieb Paula Hartmann bei dem Musik-Label Four Music einen Plattenvertrag. Am 8. April 2022 veröffentlichte sie ihr Debütalbum, Nie verliebt. Am 8. März 2024 folgte das Album Kleine Feuer.

## Filmografie

### Filme
- 2007: Der Mustervater 2 – Opa allein zu Haus (Fernsehfilm)
- 2009: Alle anderen
- 2009: Böseckendorf – Die Nacht, in der ein Dorf verschwand (Fernsehfilm)
- 2009: Liebling, weck die Hühner auf (Fernsehfilm)
- 2009: Die Gräfin
- 2013: Einfach die Wahrheit (Fernsehfilm)
- 2015: Der Nanny
- 2015: Silvia S. – Blinde Wut (Fernsehfilm)
- 2018: Ausgerechnet Sylt (Fernsehfilm)
- 2019: Tatort: Angriff auf Wache 08
- 2022: Karla, Rosalie und das Loch in der Wand (Fernsehfilm)
- 2024: Im Netz der Gier (Fernsehfilm)

### Fernsehen
- 2009–2013: Tierärztin Dr. Mertens (Fernsehserie, 7 Folgen)
- 2010: Das Traumschiff – Bora Bora (Fernsehserie)
- 2010: Familie Dr. Kleist – Neue Wege (Fernsehserie)
- 2014: Kleine Hände im Großen Krieg – The Odyssey (Fernsehserie)
- 2016: Binny und der Geist – Nachts beim Minigolf (Fernsehserie)
- 2019: Letzte Spur Berlin – Dilemma (Fernsehserie)
- 2019: Der Kriminalist – Scherbentod (Fernsehserie)
- 2020: Notruf Hafenkante – Im Rausch (Fernsehserie)
- 2021: SOKO Potsdam: Hass ist mein Hobby (Fernsehserie)
- 2022: Decision Game (Fernsehserie, 6 Folgen)
- 2022: SOKO Leipzig: Mein fremdes Kind (Fernsehserie)
- 2022: Die Discounter – Sommerfestspiele (Fernsehserie)
- 2022: Almost Fly (Fernsehserie, 6 Folgen)
- 2023: Ostfrieslandkrimis – Ostfriesenfeuer (Fernsehreihe)

## Diskografie
Studioalben

| Jahr | Titel Musiklabel                                                   | Höchstplatzierung, Gesamtwochen, AuszeichnungChartplatzierungen (Jahr, Titel, Musiklabel, Platzierungen, Wochen, Auszeichnungen, Anmerkungen) | Höchstplatzierung, Gesamtwochen, AuszeichnungChartplatzierungen (Jahr, Titel, Musiklabel, Platzierungen, Wochen, Auszeichnungen, Anmerkungen) | Höchstplatzierung, Gesamtwochen, AuszeichnungChartplatzierungen (Jahr, Titel, Musiklabel, Platzierungen, Wochen, Auszeichnungen, Anmerkungen) | Anmerkungen                         |
| Jahr | Titel Musiklabel                                                   | DE | AT | CH | Anmerkungen                         |
| ---- | ------------------------------------------------------------------ | --- | --- | --- | ----------------------------------- |
| 2022 | Nie verliebt – Und andere Gute-Nacht-Geschichten Four Music (Sony) | DE20 (3 Wo.)DE | — | — | Erstveröffentlichung: 8. April 2022 |
| 2024 | Kleine Feuer Four Music (Sony)                                     | DE2 (26 Wo.)DE | AT5 (9 Wo.)AT | CH8 (11 Wo.)CH | Erstveröffentlichung: 8. März 2024  |

## Auszeichnungen
1 Live Krone
- 2024: in der Kategorie „Beste Künstlerin“[15]

Deutscher Musikautor*innenpreis
- 2025: in der Kategorie „Text Hip-Hop“[16]

Polyton
- 2023: in der Kategorie „Text“ (3 Sekunden)[17]
- 2024: in der Kategorie „Produktion“ (Kleine Feuer)[18]

Preis für Popkultur
- 2025: in der Kategorie „Lieblingsalbum“ (Kleine Feuer)[19]
- 2025: in der Kategorie „Lieblingskünstler*in/band“[20]